# 飴

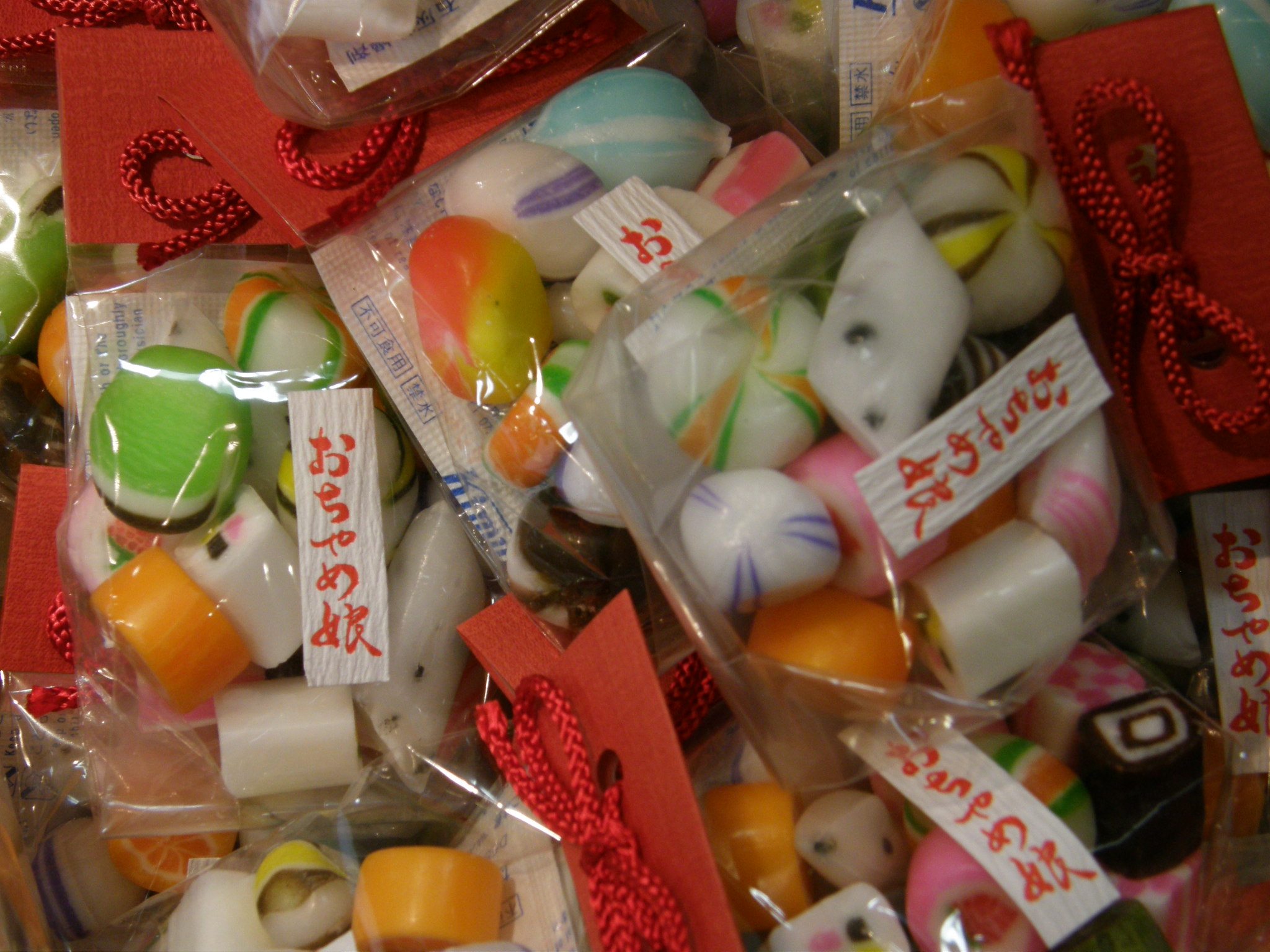
さまざまな形と彩りの飴

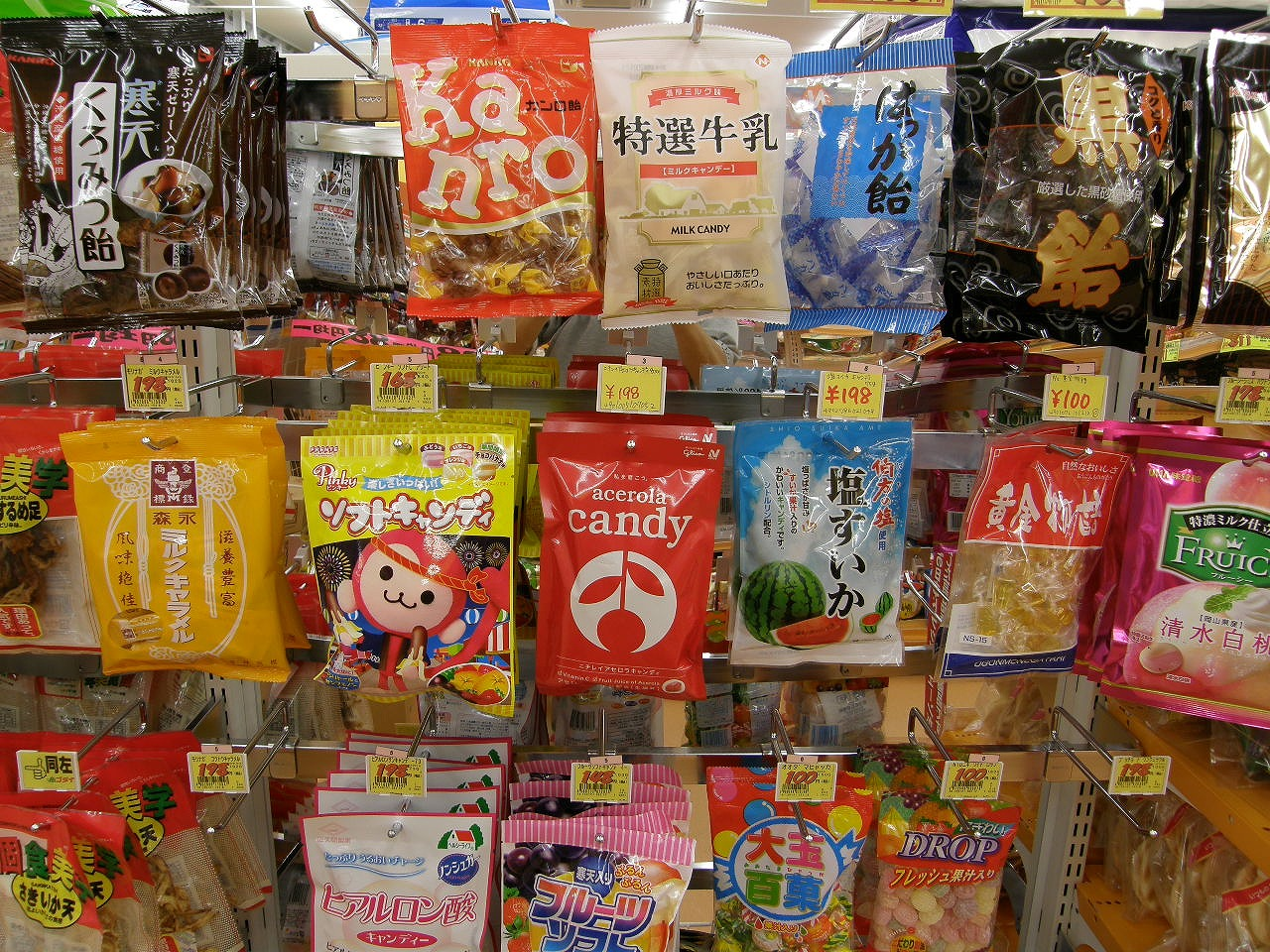
大量に製品化の上パックされてスーパーなどで売られる飴

飴（あめ）は、米やイモ類、コーンスターチやその他穀類などの作物由来のデンプンを糖化して作った甘い菓子（主成分は麦芽糖、次いでブドウ糖）、および、砂糖やその他糖類を加熱して熔融したあと、冷却して固形状にしたキャンディなどを指す。固形の飴を固飴（かたあめ）、粘液状の飴を水飴（みずあめ）と呼び、大別する。
近畿地方を中心に「飴ちゃん」、「飴さん」と親しみを込めた接尾語を伴って呼ばれることがある。東北地方などでは「飴っこ」ともいう。現在日本国内における固形の「飴玉」の製造法は液状の水飴に砂糖など顆粒糖類を加糖して加熱熔解後、成形しながら冷却して固める方式が一般的である。
中国語においては、砂糖で作る堅い飴や、洋風のキャンディーなどは「糖（タン táng）」と呼び、「飴（イー yí）」は、米、コウリャン、麦芽などから作る水飴や軟らかい飴を指すという区別がある。

## 日本における歴史
文献上は、神武天皇が大和の国を平定した際に、「大和高尾」の地で「水無飴」を作ったという記載が、『日本書紀』の「神武紀」にある。
- われ今まさに八十平瓮をもちて、水無しにして飴を造らむ

この「飴」は「たがね」と読む。『日本書紀』で「神武天皇の時代」とされる紀元前7世紀については不明であるが、同書が編纂された720年（養老4年）には、既に飴が存在していたことになる。
平安時代の延喜式には「京都に飴屋ができた」とあり、鎌倉時代には「飴売り行商」も誕生した。江戸時代になるとさまざまな姿で、おもしろおかしく飴を売り歩くようになった。

## 飴の販売方法
近世から近代にかけて、飴は売り子により唄を添え、全国で放浪芸化して売られていた。近世期の飴屋を描いた資料としては、『江戸両国橋夕涼大花火之図』（東京都江戸東京博物館蔵）があり、両国橋の前で和傘を屋根代わりに様々な飴を売る様子・紙袋につめる様が描かれている。

## 種類
- べっ甲飴（鼈甲飴） : 砂糖と水飴から作る飴の一種である。黄色っぽい色で、平たい形状。簡単に作ることができるため、主に祭りなどの屋台で売られたり、しばしば理科の実験などでも作られることがある。見た目が鼈甲に似ていることからその名がついた。
- あんず飴 : 食酢に漬けたアンズの種が入った実に割り箸を差し、水飴をからめたもの。砂糖漬けのあと、乾燥させた半割りのアンズの実を用いる場合もある。
- 黒飴 : 黒砂糖やカラメル色素を使用した黒色の飴。のど飴類に含まれる。大豆を加えた商品もある。「沖縄」の名称が付いたものも多い。
- 晒し飴 : 水飴に少量の砂糖を加えて熱し、煮詰まったら熱いうちに機械などで何度も原料を織り込み、混ぜ込んだ空気により色を白くした飴。やや軟らかく、金太郎飴や千歳飴などに用いられる。
- トローチ（英語: troche）: 元来は口内錠の意。舌下に入れて溶かすことを目的とした飴。
- のど飴 : 喉頭の炎症などの低減を目的とした植物のカリン・ショウガ・ユーカリなどの薬効成分が含まれた飴の総称。近年ではメントールなどの揮発感のある清涼菓子ものど飴の一つとして捉える傾向がある。丹切り飴、晒し飴などものど飴に含む。
- 水飴 : 調味料としても使われる粘液状の飴。
- りんご飴 : りんごの表面に食紅で染めた熱い砂糖水をかけ、冷やし固めたもの。イチゴを使えばいちご飴になる。
- 綿飴 : 粗目砂糖を熱で溶かし、細かい穴から繊維状に噴出したものを棒状の割り箸などに絡めて大きくしたもの。
- サルミアッキ : 塩化アンモニウムで香り付けしたフィンランドの国民的菓子。日本人の口に合わないことが多いことから、日本では「世界一まずい飴」として有名。
- 塩飴 : 食塩を含んだ飴。炎天下飴などとも呼ばれ塩分補給ができる。
- 米飴:米やうるち米、もち米などに含まれるデンプンを糖化することで作られる甘味料。奥能登では、米と大麦を原料に手造りされている。
- 熨斗飴（ノシアメ）：和歌山県だけで作られている。1月10日の十日恵比寿（えべっさん）の日に県内の恵比寿神社のみで縁起ものとして売られる。ちとせ飴の上端を「の」の字の形に曲げたような形状。
- 味噌飴：味噌を含んだ飴。
  - 味噌を作る際、原料となる大豆を蒸したり、煮たりする工程で出る副産物についても「飴」と呼ぶ。その呼称は日本全国で広く用いられ、17世紀の『本朝食鑑』にも見える。豆を煮た煮汁そのものも「飴」と呼び、味噌を仕込む際の種水として、あるいは調味料として別の料理に用いたりする。タンパク質に富み、味噌のうま味や着色に関係しているとされる[6]。地域によっては、豆の煮汁に砂糖を加え、煮詰めて飴にしたという（長野県佐久市香坂）[7]。
- からいも飴：鹿児島県で作られるさつまいもを原料にした飴。半生練りのものもあるが、通常品の食感はミルキーに似る。形状は菱形。煮たさつまいもに麦芽を加えて糖化させて糖化液を直火釜で煮詰めてさつまいも水飴を作る麦芽製法で作る。さつまいも、さつまいも澱粉粉、砂糖、麦芽、麦炒り粉(大麦や裸麦の粉を炒ったもの)が原材料である。

## 飴細工
発祥は江戸時代とされ、現在の東京都である江戸で始まったとされる。晒し飴を柔らかいうちに和鋏や棒で成形し、時に飴に突き刺した葦などから空気を吹き込み膨らませるなどして、食紅で着色し干支の動物などを成形したもの。近代では紙芝居や煙管（きせる）を修繕するラオ屋が客寄せの一つとして演じた。
飴細工の発祥に関するもう1つの説として、平安時代に京の都で飴にさまざまな形の工夫を加え売り歩いており、その後、江戸時代に江戸に飴職人が移り広まったとされている。
現代では大道芸の代表的な演目の一つとして取り上げられる。また、飴細工を作る者を飴細工師と呼ぶ。
もう一つの日本の飴細工として、有平糖を用いて作るアルヘイ細工もあり、これは高級菓子として茶席などで供される。
中国には、銅板などの金属板の上に、熱して液状となった飴を用いて輪郭画のような技法で竜やパンダなどの意匠を描き、上から串を載せて持てるようにしたあとに、へらで金属板から剥がし取って販売する飴細工がある。
西洋料理ではチョコレートと飴を用いた細工は工芸菓子に含まれ、ピエスモンテ(Piece Montee)と言う。溶かした飴を冷えたボウルなどの上に糸状に垂らし、ざる状に硬化したものを器や装飾具のティアラに見たてたり、ガラスのような輝きを保ったまま糸状やリボン状にして料理の飾りとする。着色した飴を平たく薄く延ばし、指などで凹凸を作ったのち花びらに見立てて造花にしたものなどが代表的である。

## 事故
飴を誤って飲み込み気管に詰まらせることにより、窒息事故を起こすことがある。東京消防庁が5歳以下の子供を対象に、2006年（平成18年）から2008年（平成20年）にかけて発生した食品による窒息事故の主要な原因を調べたところ、飴類を原因とするものが最多であったという報告もある。また内閣府の食品安全委員会が2010年（平成22年）に発表した調査結果によれば、飴を1億人が口に入れたと仮定した場合に最大2.7人程度の頻度で窒息による死亡事故が発生するリスクがあるといい、これは窒息事故が社会問題視されたこんにゃくゼリー（0.33人）と同程度の、ワースト1位の餅（7.6人）と4位のパン（0.25人）の間に位置するリスクだという。

## 比喩表現
- 常温では硬い飴に熱が加わると柔らかくなることから転じて、硬く、長い形状の物体が大きな熱や外力などによって簡単に塑性変形するさまを表すことがある。例えば、核攻撃などを受け、熱線で鉄骨が変形した様子を、日本語で「飴のように曲がる」、「飴になる」などと表現する。かつて、「ゴジラ」などの特撮映画では、実際に飴で鉄塔のミニチュアを作り、そこに熱風を当てることでゴジラの放射能火炎を浴びた鉄塔が溶けて折れ曲がる場面を撮影していた。
- 食物を加熱した際の色合いの表現として「飴色（あめ色）」というものがある。これは麦芽水飴のような透明感のある琥珀色を意味している（例：あめ色玉ねぎ…カレーのベースとしてよく用いられる）。
- 慣用句「飴と鞭」に見られるように、褒美の代名詞として用いられる。